# Dicranomyia (Dicranomyia) mesosternatoides
Dicranomyia (Dicranomyia) mesosternatoides is een tweevleugelige uit de familie steltmuggen (Limoniidae). De soort komt voor in het Palearctisch gebied.